# Misato Aratama
Misato Aratama (jap. 新玉 美郷, Aratama Misato; * 6. April 1991) ist eine japanische Badmintonspielerin. 

## Karriere
Misato Aratama nahm 2009 im Damendoppel und im Mixed an den Badminton-Juniorenweltmeisterschaften teil. Bei den Swedish International Stockholm 2011 belegte sie Rang fünf im Damendoppel und Rang neun im Mixed. Zwei Jahre später erkämpfte sie sich bei den Austrian International 2013 ihren ersten internationalen Turniersieg, wobei sie im Damendoppel mit Megumi Taruno erfolgreich war.